# Slanjača
Slanjača (lat. Halogeton), rod jednogodišnjeg bilja iz porodice štirovki (tribus Salsoleae). Pripada mu 5 vrsta raširenih od Mediterana i sjeverne Afrike do istočne Azije.
U Hrvatskoj raste sjetvena slanjača ili Halogeton sativus

## Vrste
1. Halogeton alopecuroides (Delile) Moq.
2. Halogeton arachnoideus (Bunge) Moq.
3. Halogeton glomeratus (M.Bieb.) C.A.Mey.
4. Halogeton sativus (L.) Moq.
5. Halogeton tibeticus Bunge